# 瓜拉山脈

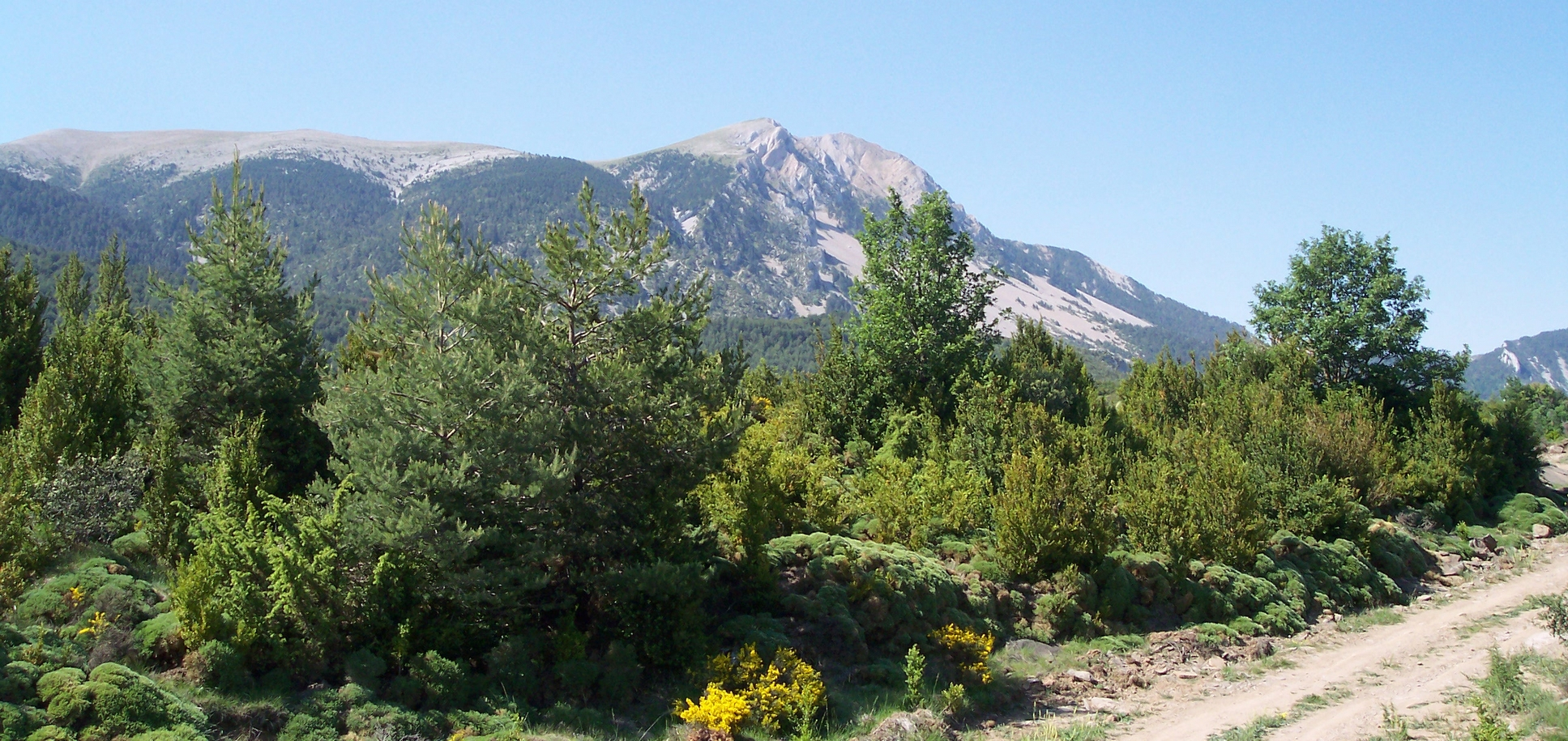

42°17′N 0°13′W / 42.283°N 0.217°W
瓜拉山脈（西班牙語：Sierra de Guara），是西班牙的山脈，位於該國東北部阿拉貢自治區的威斯卡，屬於前比利牛斯山山麓的一部分，最高點海拔高度2,077米，山體由石灰岩組成。